# Gourbeyre
Gourbeyre – miasto i gmina na Gwadelupie (departament zamorski Francji). Według danych szacunkowych na rok 2011 liczy 7 855 mieszkańców.